# 清水松三郎

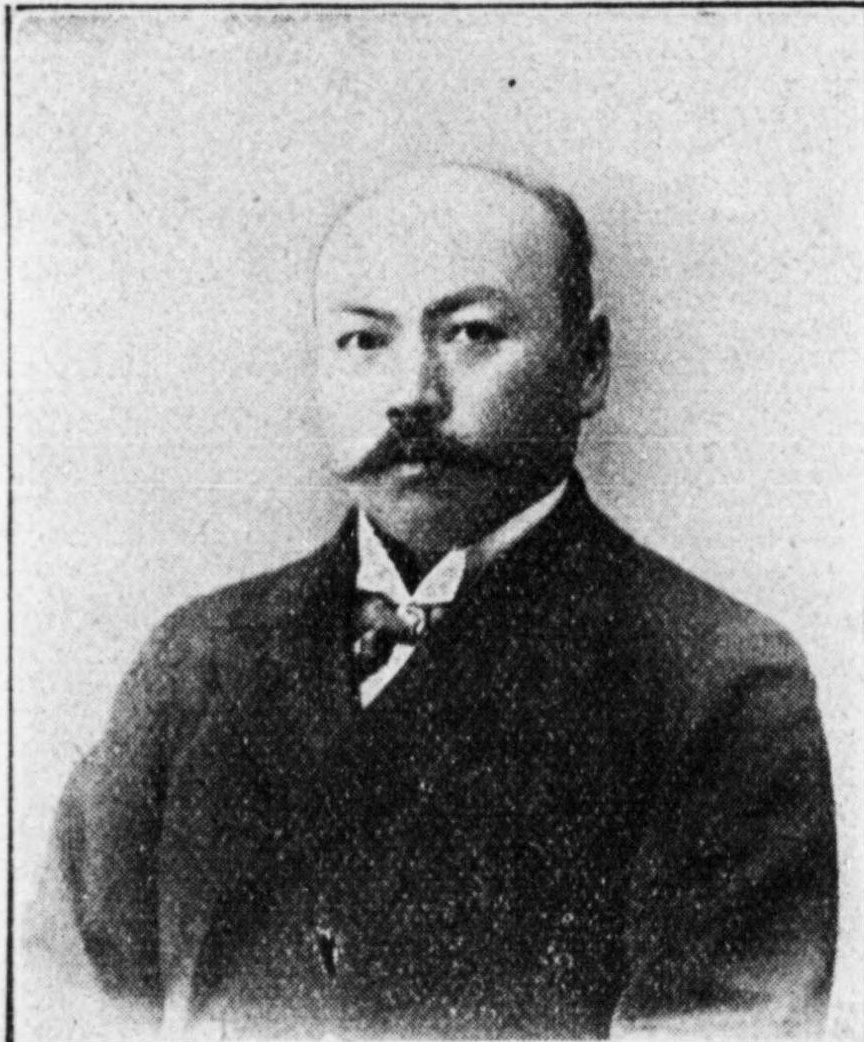
清水松三郎

清水 松三郎（きよみず まつさぶろう、1862年6月8日（文久2年5月11日）- 1905年（明治38年）10月18日）は、明治期の農業経営者、政治家。衆議院議員、愛知県愛知郡岩崎村長。

## 経歴
尾張国愛知郡、のちの愛知県愛知郡岩崎村（日進村、日進町を経て現日進市）で、里正・治左衛門の息子として生まれた。志水大三郎に師事し、さらに1875年（明治8年）佐藤牧山について漢学を修めた。1879年（明治12年）上京して諸学を学んだ。帰郷して農業を営む。
1883年（明治16年）1月、岩崎村戸長に就任。以後、愛知県勧業委員、愛知郡第四高等小学校学務委員、岩崎村外二ヶ村戸長、岩崎村会議員、愛知郡米野木村外七ヶ村連合会議員などを歴任。さらに、岩崎村長、愛知郡会議員、同郡農会商議会議員、同郡教育会評議員などを務めた。1898年（明治31年）10月、補欠選挙で愛知県会議員に当選し、同参事会員、常設土木委員などに在任した。
1891年（明治24年）自由党に入党。以後、憲政党員として愛知支部評議員、同党務拡張委員を務め、立憲政友会では愛知支部評議員に在任した。
1902年（明治35年）8月、第7回衆議院議員総選挙（愛知県郡部、立憲政友会）で初当選し、1904年（明治37年）3月の第9回総選挙（愛知県郡部、立憲政友会）でも再選され、衆議院議員に通算2期在任した。議員在任中の1905年10月に死去した。